# Gucci Mane
Radric Delantic Davis (* 12. února 1980 Birmingham, Alabama, USA) spíše známý jako Gucci Mane, je americký rapper. Je zakladatelem hudební nahrávací společnosti 1017 Records a průkopníkem atlantského hip-hopového subžánru trapu.
V roce 2005 debutoval albem Trap House. Od té doby vydal již patnáct alb, z nichž nejúspěšnější The State vs. Radric Davis (2009), Mr. Davis (2017) a Evil Genius (2018) získaly certifikaci zlatá deska. Současně vydal několik desítek mixtapů a kompilačních alb.
Spolupráce s duem Rae Sremmurd na jejich písni "Black Beatles" z roku 2016 mu přinesla první umístění na nejvyšší příčce žebříčku Billboard Hot 100.
Jako herec se představil například ve filmu Spring Breakers.

## Mládí
Radric Delantic Davis se narodil 12. února 1980 ve městě Bessemer, stát Alabama. Jeho rodina měla silné vojenské kořeny. Dědeček z otcovy strany James Dudley Sr. sloužil v armádě celých dvanáct let a bojoval ve druhé světové válce. Dědeček z matčiny strany Walter Lee Davis za druhé světové války sloužil v Pacifiku na lodi USS South Dakota. I jeho otec Ralph Everett Dudley sloužil v armádě, kdy byl dva roky umístěn u jednotek v Koreji.
Davisovi rodiče Ralph Everett Dudley a Vicky Jean Davisová se poznali v roce 1978. V době narození Radrica byl jeho otec na útěku před policií, kdy byl obviněn z prodeje drog. Jelikož nemohl podepsat rodný list, Radric získal příjmení po své matce. V dětství ho vychovávala především babička z matčiny strany, jelikož jeho matka trávila většinu času na univerzitě, kde studovala. Otec se už k rodině nevrátil, místo toho si založil novou rodinu s jinou ženou.
V roce 1989 se s matkou přestěhovali do Atlanty, stát Georgie. Žili v chudé čtvrti, kde v osmé třídě začal prodávat drogy. Ty prodával několik dalších let, což vedlo také k několika dalším kriminálním aktivitám. V roce 1998 maturoval ze střední školy s průměrem 3. Současně obdržel stipendium a začal studovat programování na Georgia Perimeter College, ze které byl ovšem kvůli držení kokainu v roce 2001 vyloučen. Za tento přečin byl odsouzen k 90 dnům ve vězení a podmínce.

## Hudební kariéra

### Počátky (2001–2005)
Rapu se věnoval od 14 let. Po propuštění z vězení v roce 2001 se rozhodl naplno věnovat hudbě. V začátcích ho inspiroval rapper a podnikatel Master P, který vedl vlastní label No Limit Records. Davis téhož roku začal dělat manažera lokálnímu rapperovi Lil Buddymu a hledal další kontakty. Seznámil se například s producentem Zaytovenem. V roce 2002 si založil vlastní label pojmenovaný LaFlare Entertainment.
V roce 2002 také nahrál demo a odletěl do New Yorku s cílem získat nahrávací smlouvu, což se mu ovšem nejdříve nepovedlo. Po návratu do Atlanty začal spolupracovat s lokálním labelem Big Cat Records, kde nahrál píseň "Black Tee" a spolupracoval s rapperem Jeezym na písni "So Icy". Píseň vzbudila zájem labelu Tommy Boy Records, který v roce 2005 nabídl Davisovi smlouvu.

### Trap House a Hard to Kill (2005–2006)
V roce 2005 vydal nezávislé debutové album Trap House. Album obsahovalo singl "Icy" (ft. Young Jeezy), který zabodoval v žánrových žebříčcích. Mezi dvěma rappery se ovšem ihned rozhořel spor nad tím, kdo nad písní drží práva. Album zaznamenalo jen slabý úspěch, ale znamenalo zpropagování začínajícího rappera s pseudonymem Gucci Mane.
O rok později bylo vydáno druhé nezávislé album s názvem Hard to Kill. Album obsahovalo úspěšný singl "Freaky Gurl" (62. příčka v Billboard Hot 100).

### Back to the Trap House a The State vs. Radric Davis (2007–2009)
V roce 2007 vydal své třetí nezávislé album Trap-A-Thon, album ovšem nebylo nijak zvlášť propagované. Na vině byl zisk nahrávací smlouvy u Atlantic Records. Po necelých třech měsících tak Gucci Mane vydal své debutové album u major labelu. Album neslo název Back to the Trap House. Vedoucím singlem byl oficiální remix písně "Freaky Gurl" (ft. Ludacris a Lil Kim). Singl ovšem neuspěl a prodej alba byl nízký, což vedlo k rychlému odchodu z Atlantic Records.
V roce 2009 vydal své další nezávislé album Murder Was the Case. Album debutovalo na 23. příčce žebříčku Billboard 200, jako jeho do té doby nejúspěšnější. Žánrovým úspěchem byl i singl "Stoopid". Úspěch alba vedl k upsání se k major labelu Warner Bros. Records. Za půl roku u Warnerů vydal album The State vs. Radric Davis (prosinec 2009). Album debutovalo na 10. příčce žebříčku Billboard 200 a obdrželo certifikaci zlatá deska za 500 000 prodaných kusů. Album obsahovalo hitové singly "Wasted" (ft. Plies) (36. příčka), "Spotlight" (ft. Usher) (42. příčka) a "Lemonade" (53. příčka). Posledně jmenovaný byl na celých sedm let posledním siglem Gucciho Manea, který se umístil v hlavním žebříčku Billboard Hot 100.

### The Appeal a The Return of Mr. Zone 6 (2010–2011)
Po necelém roce (v září 2010) vydal své další studiové album The Appeal: Georgia's Most Wanted. Album debutovalo na 4. příčce, ale celkový prodej byl slabší než u předchozího alba. Jediným singlem z alba byla píseň "Gucci Time" (ft. Swizz Beatz), která ovšem uspěla pouze v žánrových žebříčcích.
V březnu 2011 dorazilo album The Return of Mr. Zone 6, které se umístilo na 18. příčce a jeho prodej byl velmi slabý. Z alba nebyl vydán žádný singl. V srpnu ještě u Warnerů vydal společné album s rapperem Waka Flocka Flame Ferrari Boyz. Album debutovalo na 20. příčce a propadlo v prodeji. V prosinci téhož roku vydal další společné album, tentokrát s rapperem V-Nasty, album neslo název BAYTL a totálně propadlo (198. příčka žebříčku Billboard 200). Opakovaný neúspěch vedl ke konci spolupráce s Warner Bros. Records. V následujících pěti letech Gucci Mane nevydal žádné studiové album.
Gucci Mane ovšem vždy patřil mezi nejaktivnější rappery. Jen do konce roku 2011 vydal 28 mixtapů, které vydával nezávisle na svém labelu, který nejdříve nesl název So Icy Entertainment a od roku 2010 1017 Brick Squad (či 1017 Records). Za zmínku ovšem stojí snad jen mixtapy Bird Money z roku 2009 (172. příčka) a Burrrprint (2) HD z roku 2010 (19. příčka).
V této době se také věnoval propagaci svého labelu 1017 Brick Squad a umělcům zde upsaným. Mezi prvními umělci zde získali prostor noví rappeři Waka Flocka Flame a OJ Da Juiceman, kteří byli k labelu upsáni již před rokem 2010. Waka Flocka Flame se prosadil v roce 2010 albem Flockaveli (6. příčka) a v roce 2012 albem Triple F Life: Fans, Friends & Family (10. příčka). Je známý především pro svůj 3x platinový hit "No Hands" (ft. Roscoe Dash a Wale) z roku 2010. V roce 2012 byl k labelu upsán také tehdy nezávislý a neznámý rapper Young Thug, který za dva roky u labelu vyrostl ke slávě.

### Mixtapy, vězení a propagace trapu (2012–2015)
V roce 2012 vydal nezávislé mixtapy Trap Back, Trap God a Trap God 2. Dále platil za lokálního propagátora atlantského subžánru trapu. V roce 2013 následovaly, mimo jiné, mixtapy Trap Back 2, Trap House III (113. příčka) nebo série mixtapů World War 3.
V roce 2014 pokračoval s vydáváním mixtapů, za zmínku stojí například Trap House 4 (153. příčka), The Oddfather, Trap God 3 (88. příčka). V roce 2015 poté mixtape 1017 Mafia: Incarcerated. Do konce roku 2015 už měl na svém kontě 68 mixtapů.
Mezi květny 2014 a 2016 strávil dva roky ve vězení za držení nelegální zbraně. Svůj label a vydávání mixtapes i přesto dále řídil z vězení.

### Everybody Looking, Mr. Davis, El Gato a Evil Genius (2016–2018)
Během uvěznění získal novou smlouvu u Atlantic Records. Po propuštění v květnu 2016 ihned vydal první singl z nové spolupráce "1st Day Out tha Feds", který zabodoval v žánrových žebříčcích. V červnu 2016 se objevil na písni "Champions" (od Kanye West, Big Sean a Desiigner (ft. 2 Chainz, Travis Scott, Yo Gotti, Quavo a Gucci Mane)) (77. příčka, zlatá certifikace). V červenci 2016 vydal své první studiové album od roku 2011 s názvem Everybody Looking. Album mělo vcelku dobrý ohlas u kritiků a umístilo se na 2. příčce žebříčku Billboard 200, jako jeho dosud nejúspěšnější. Z alba pochází úspěšný singl "Back on Road" (ft. Drake) (81. příčka, zlatý singl).
V září 2016 spolupracoval na hitovém singlu dua Rae Sremmurd "Black Beatles". Singl se v listopadu 2016 vyšplhal na 1. místo v žebříčku Billboard Hot 100, čímž se stal prvním počinem, na kterém se Gucci Mane podílel, který toho docílil. Rok 2016 završil vánočně laděným albem The Return of East Atlanta Santa (18. příčka). Z alba pochází úspěšný singl "Both" (ft. Drake) (41. příčka, platinový singl).
V říjnu 2017 vydal u Atlanticu další album Mr. Davis, které se opět umístilo na 2. příčce. Z alba pochází hitový singl "I Get the Bag" (ft. Migos) (11. příčka). Jedná se o jeho dosud nejúspěšnější singl. Druhým singlem byla píseň "Curve" (ft. The Weeknd) (67. příčka). Po úspěchu písně "Black Beatles", na které hostoval, se stal oblíbeným přizvaným umělcem. V letech 2016 a 2017 hostoval na úspěšných singlech 2 Chainz - "Good Drank" (ft. Quavo a Gucci Mane) (70. příčka, zlatý singl), Chris Brown - "Party" (ft. Gucci Mane a Usher) (40. příčka, platinový singl), Migos - "Slippery" (ft. Gucci Mane) (29. příčka, zlatý singl), Fifth Harmony - "Down" (ft. Gucci Mane) (42. příčka, zlatý singl v Kanadě), Selena Gomez - "Fetish" (ft. Gucci Mane) (27. příčka) nebo blackbear - "do re mi" (Remix) (ft. Gucci Mane) (46. příčka).
V roce 2016 u Atlantic Records vydal také úspěšný mixtape Woptober (43. příčka) a v roce 2017 mixtape Drop Top Wop (12. příčka). Z prvně jmenovaného lze zmínit píseň "Met Gala" (ft. Offset) (88. příčka).
V prosinci 2017 vydal mixtape El Gato: The Human Glacier. Umístil se na 28. příčce žebříčku Billboard 200. Z mixtape nebyl vydán žádný singl.
Rok 2018 přinesl neobvyklý útlum v produkci nového materiálu. V březnu zveřejnil singl "Solitaire", který měl pocházet se společného projektu Glacier Boyz připravovaného s triem Migos a rapperem Lil Yachtym, avšak jiné písně již zveřejněny nebyly. O projektu se tak přestalo mluvit. V srpnu vydal první singl ze svého plánovaného třináctého alba Evil Genius. Singl "Kept Back" (ft. Lil Pump) však neuspěl. V září si ale napravil reputaci vydáním singlu "Wake Up in the Sky" (ft. Bruno Mars a Kodak Black), který se umístěním na 14. příčce žebříčku billboard Hot 100 stal jeho druhým nejúspěšnějším singlem. Album bylo vydáno 7. prosince 2018.

### Delusions of Grandeur a Woptober II (2019)
V červnu 2019 vydal album Delusions of Grandeur, které debutovalo na 7. příčce žebříčku Billboard 200. Z alba pochází neúspěšné singly "Love Thru the Computer" (ft. Justin Bieber), "Backwards" (ft. Meek Mill) a "Proud of You". V říjnu navázal dalším, již čtrnáctým albem Woptober II, které bylo jeho sedmým projektem vydaným u Atlantic Records od jeho propuštění z vězení v roce 2016. Album debutovalo na 9. příčce žebříčku Billboard 200, když se ho během prvního týdne v USA prodalo 31 000 ks (po započítání streamů). Album propagovaly singly "Richer Than Errybody" (ft. YoungBoy Never Broke Again a DaBaby), "Big Booty" (ft. Megan Thee Stallion) a "Tootsies" (ft. Lil Baby). Žádný ze singlů v hitparádách neuspěl.
V prosinci 2019 vydal mixtape East Atlanta Santa 3. V červenci 2020 vydal kompilační album své nahrávací společnosti 1017 Records. Album neslo název So Icy Summer a debutovalo na 29. příčce žebříčku Billboard 200. V říjnu následovalo další kompilační album labelu So Icy Gang Vol. 1. V červnu 2021 vyšlo jeho patnácté album Ice Daddy. V říjnu 2021 vydal další kompilační album labelu nazvané So Icy Boyz, které v prosinci následovala kompilace So Icy Christmas. Žádný singl z těchto desek ovšem v žebříčcích hitparád nezabodoval.
V roce 2022 se vrátil do hudebních žebříčků singly "Rumors" (ft. Lil Durk) (51. příčka), "Publicity Stunt" (72. příčka) a "Blood All on It" (ft. Key Glock a Young Dolph) (98. příčka). V dubnu 2023 vydal EP 1017 Up Next. V srpnu roce 2023 následovalo jeho šestnácté studiové album s názvem Breath of Fresh Air. Deska debutovala až na 141. příčce žebříčku Billboard 200, jako jeho do té doby nejhorší. Na poslední příčce singlového žebříčku se postupně objevily dvě jeho spolupráce "King Snipe" s Kodakem Blackem a "Bluffin" s Lil Babym. Na 94. příčku se dostala píseň "There I Go"
(ft. J. Cole a Mike Will Made It).

## Problémy se zákonem
V dubnu 2001 byl poprvé odsouzen k pobytu ve vězení. Za držení kokainu byl odsouzen k 90 dnům ve vězení.
V květnu 2005 byl napaden skupinkou mužů ve městě Decatur, stát Georgie. Davis a jeho doprovod při potyčce vystřelili do útočníků, přičemž jednoho z nich zastřelili. Po devíti dnech od incidentu se Davis přihlásil na policii. Ve své výpovědi uvedl, že střílel v sebeobraně. Soudce v DeKalb County později zamítl obvinění Davise z vraždy. Ve stejné době byl obviněn také z napadení, za to byl na půl roku uvězněn. Propuštěn byl v lednu 2006.
V září 2008 byl zadržen za porušení podmínky, když nesplnil stanovený počet hodin obecně prospěšných prací. Za porušení podmínky byl odsouzen k roku ve vězení. Odseděl si půl roku, než byl předčasně propuštěn.
V listopadu 2010 byl zatčen za několik dopravních přestupků, kdy například řídil v protisměru a způsobil škodu na veřejném majetku. V lednu 2011 ho soudce poslal na psychiatrické vyšetření. V dubnu 2011 znovu stanul před soudem, kdy byl obviněn z napadení. Za tento čin byl odsouzen k dalšímu půl roku ve vězení. Propuštěn byl v prosinci 2011.
V březnu 2013 byl v Atlantě obviněn z napadení dvou fanoušků. O několik dní později na něj byla uvržena vazba bez možnosti propuštění na kauci. Před soud se dostalo jen jedno z napadení. Po líčení mu bylo umožněno složit kauci ve výši 75 000 dolarů. Pouze o den později byl opět zatčen za porušení podmínky. Ve vězení strávil tři týdny.
V září 2013 byl zatčen za držení palné zbraně (jako odsouzený zločinec) a marihuany. Byl odsouzen ke 183 dnům ve vězení.
V prosinci 2013 stanul před federálním soudem za dva případy držení palné zbraně (jako odsouzený zločinec). V květnu 2014 byl shledán vinným a odsouzen ke dvěma letům a čtyřem měsícům ve federální věznici. Propuštěn byl v květnu 2016, celkem více než tři měsíce před původním termínem.

## Diskografie

### Studiová alba
- Trap House (2005)
- Hard to Kill (2006)
- Trap-A-Thon (2007)
- Back to the Trap House (2007)
- Murder Was the Case (2009)
- The State vs. Radric Davis (2009)
- The Appeal: Georgia's Most Wanted (2010)
- The Return of Mr. Zone 6 (2011)
- Everybody Looking (2016)
- The Return of East Atlanta Santa (2016)
- Mr. Davis (2017)
- Evil Genius (2018)
- Delusions of Grandeur (2019)
- Woptober II (2019)
- Ice Daddy (2021)
- Breath of Fresh Air (2023)

### Spolupráce
- Ferrari Boyz (s Waka Flocka Flame) (2011)
- BAYTL (s V-Nasty) (2011)
- So Icy Boyz (s 1017 Records) (2021)

### Kompilační alba
- Hood Classics (2008)
- Meal Ticket (2016)
- Tru Colors (2016)
- So Icy Summer (s 1017 Records) (2020)
- So Icy Gang Vol. 1 (s 1017 Records) (2020)
- Trap God Classics: I Am My Only Competition (2020)
- So Icy Christmas (s 1017 Records) (2021)

### Mixtapes
Pouze umístěné v žebříčku Billboard 200 nebo Top R&B/Hip-Hop Albums:
- No Pad, No Pencil (2007)
- Bird Money (2009)
- Burrrprint (2) HD (2010)
- Trap God (2012)
- Trap God 2 (2013)
- Trap House III (2013)
- World War 3: Molly (s Metro Boomin) (2013)
- World War 3: Gas (s 808 Mafia) (2013)
- World War 3: Lean (s Zaytoven) (2013)
- The State vs. Radric Davis II: The Caged Bird Sings (2013)
- Brick Factory Vol. 1 (2014)
- Trap House 4 (2014)
- The Oddfather (2014)
- Trap God 3 (2014)
- 1017 Mafia: Incarcerated (2015)
- Woptober (2016)
- Drop Top Wop (2017)
- El Gato: The Human Glacier (2017)
- East Atlanta Santa 3 (2019)